# Isòmer de valència

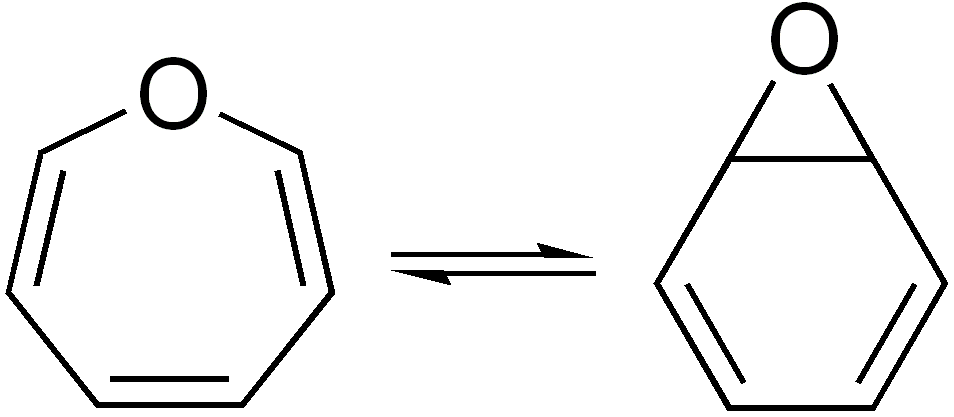
L'oxepín (esquerra) es troba en equilibri dinàmic amb l'òxid de benzè (dreta).

Un isòmer de valència és un isòmer constitucional interrelacionat amb un altre per reaccions pericícliques.
Aquests isòmers es relacionen mitjançant la conversió d'un conjunt d'enllaços σ i π seguits en un altre, normalment per una reacció pericíclica. Amb aquesta reacció química es produeix una reorganització concertada d'enllaços al llarg d'un sistema cíclic d'àtoms enllaçats contínuament. Es pot veure com una reacció que passa per un estat de transició cíclic totalment conjugada. El nombre d'àtoms del sistema cíclic sol ser de sis, però també són possibles altres nombres. Aquestes interconversions van acompanyades de moviment d'àtoms i rehibridació.
Els isòmers de valència poden tenir estructures diferents o, si tenen estructures equivalents (espècies degenerades), el destí dels àtoms individuals es pot determinar per exemple mitjançant l'etiquetatge d'isòtops. Els isòmers de valència no s'han de confondre amb estructures de ressonància que representen distribucions d'electrons diferents de la mateixa molècula sense moviment de cap àtom. Un exemple són els isòmers de valència del ciclooctatetraè.

Alguns isòmers de valència del ciclooctatetraè.
Ciclooctatetraè.
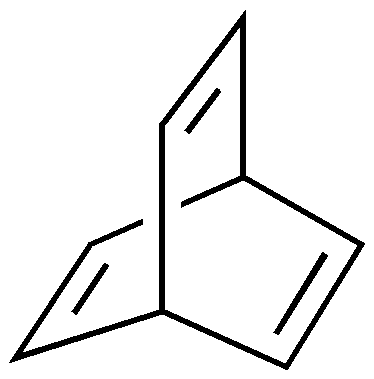
Barrelè.
Cubà.
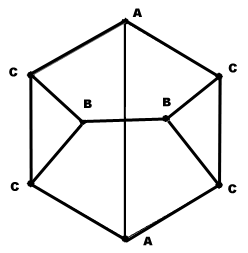
Cuneà
Semibullvalè.
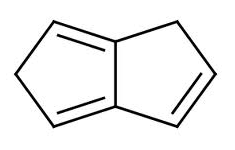
1,5-dihidropentalè